# Боллар-Делелис
«Болла́р-Делели́с» (фр. Stade Bollaert-Delelis) — футбольный и регбийный стадион в Лансе (Франция), домашняя арена ФК «Ланс». Вместимость стадиона (после реконструкции 2015 года) — 38 223 человека, что несколько больше всего населения города.
Стадион открыт в 1933 году и назван в честь Феликса Боллара (фр. Stade Félix-Bollaert), коммерческого директора горнозаводской промышленности города, содействовавшего развитию спорта в Лансе. В сентябре 2012 года к имени Боллара в названии стадиона было добавлено имя Андре Делелиса (1924—2012), 32 года занимавшего пост мэра Ланса, а также бывшего министром при президенте Франсуа Миттеране.

## История
На стадионе проходили матчи нескольких крупнейших мировых и европейских соревнований:
- Чемпионат Европы по футболу 1984 (2 матча)
- Чемпионат мира по футболу 1998 (6 матчей)
- Чемпионат мира по регби 1999
- Чемпионат мира по регби 2007
- Чемпионат Европы по футболу 2016 (4 матча, в том числе матч 1/8 финала между сборными Португалии и Хорватии).

Стадион прошёл реконструкцию в 2014—2015 годах.